# Cimitero acattolico di Santa Maria della Fede
Il cimitero acattolico di Santa Maria della Fede, conosciuto anche come cimitero degli Inglesi, è uno dei cimiteri monumentali di Napoli.

## Storia
È stato realizzato nel 1826, su forte impulso dell'allora console inglese di Napoli Sir Henry Lushington e della consistente comunità britannica napoletana, agli estremi del Borgo Sant'Antonio Abate, nel giardino della chiesa di Santa Maria della Fede, alquanto discosto dalla zona cimiteriale napoletana.
Successivamente ampliato nel 1852 venne poi chiuso nel 1893 quando la zona fu interessata dallo sviluppo urbanistico del risanamento e sostituito dal nuovo cimitero inglese alla Doganella, questo dirimpetto al cimitero di Santa Maria del Pianto.
Nel 1980 l'area venne rilevata dal comune e adattata a giardino pubblico. Non vi si accede più dall'originario cancello principale che dà sulla piazza, bensì da un nuovo ingresso situato nella contigua via Biagio Miraglia.

## Descrizione
Il parco è stato liberato da tutte le sepolture (trasferite nel cimitero alla Doganella) e completamente rifatto nei viali tuttavia conserva ancora diversi monumenti funebri particolarmente interessanti:
- al centro dell'area un alto obelisco
- in fondo all'area una cappellina funeraria neogotica
- monumento funerario di Mary Somerville, opera di Francesco Jerace ultimata nel 1876, con la grande matematica raffigurata seduta
- sarcofago di Oscar Meuricoffre
- due monumenti funebri neoclassici di industriali svizzeri: uno a cubo di David Vonwiller, fondatore nel 1829 di una delle prime filande del cotone nel Meridione, a Fratte di Salerno e l'altro, notevole, con la grande statua dell'angelo su di una piccola gradinata in procinto di aprire la porta del Paradiso (monumento vandalizzato nel suo recinto a balaustra)
- monumenti della famiglia Freitag e di altri svizzeri artefici dello sviluppo delle industrie tessili a Scafati

## Personaggi famosi sepolti nel cimitero
- Julie Salis Schwabe (1819-1896), Fondatrice dell'Istituto Froebeliano "Vittorio Emanuele II" a Napoli.
- Carlo Augusto Aehnelt (1785-1859), meccanico tedesco, fu allievo di Georg Friedrich von Reichenbach e macchinista presso l'Osservatorio Astronomico di Napoli.
- Elizabeth Craven, Principessa di Berkeley (1750-1828), scrittrice inglese;
- Keppel Richard Craven (1779-1851), viaggiatore, scrittore Inglese. Figlio di Elizabeth Craven;
- John Connellan Deane (m. 1871), architetto irlandese, figlio di Thomas Deane;
- Friedrich Dehnhardt (1787-1870), botanico tedesco, direttore del Real Orto Botanico di Napoli, che curò la sistemazione dei giardini della Villa Floridiana e della Reggia di Capodimonte. La sua lapide fu spostata in adiacente al palazzo reale della suddetta reggia, dove si trova tuttora;
- William Gell (1777–1836), archeologo, viaggiatore e scrittore inglese, amico di Edward Dodwell e Keppel Richard Craven;
- Dionysius Lardner, scrittore e divulgatore scientifico irlandese;
- Oscar Meuricoffre, (16 agosto 1824 – 6 gennaio 1880), console generale svizzero a Napoli;
- Mary Somerville (Jedburgh, 26 dicembre 1780 – Napoli, 29 novembre 1872), matematica scozzese;
- Anton Sminck van Pitloo (Arnhem 1790 – Napoli 1837), pittore olandese e grande protagonista della cosiddetta scuola di Posillipo;
- David Vonwiller (San Gallo, 29 settembre 1794 – Napoli, 18 aprile 1856), industriale tessile svizzero.